# Ecuación fundamental de la hidrostática

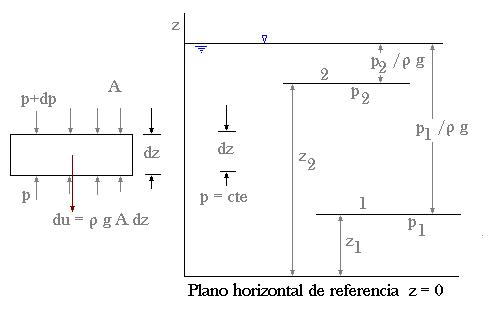

En el líquido en reposo, ver figura, se aísla un volumen infinitesimal, formado por un prisma rectangular de base {\displaystyle \ A} y altura {\displaystyle \ dz}.
Imaginemos un plano de referencia horizontal a partir del cual se miden las alturas en el eje z.
La presión en la base inferior del prisma es {\displaystyle \ p}, la presión en la base superior es {\displaystyle \ p+dp}. La ecuación del equilibrio en la dirección del eje z será:
{\displaystyle \ p.A-(p+dp).A-\rho .g.A.dz=0}
o sea:
{\displaystyle {\frac {dp}{\rho }}=-g.dz}
integrando esta última ecuación entre 1 y 2, considerando que {\displaystyle \ \rho =cte.} se tiene:
{\displaystyle g(z_{2}-z_{1})={\frac {p_{1}-p_{2}}{\rho }}}
o sea:
{\displaystyle {\frac {p_{1}}{\rho }}+z_{1}.g={\frac {p_{2}}{\rho }}+z_{2}.g}
Considerando que 1 y 2 son dos puntos cualesquiera en el seno del líquido, se puede escribir la ecuación fundamental de la hidrostática del fluido incompresible en las tres formas que se muestran a continuación.

## Ecuación fundamental de la hidrostática de fluidos en reposo

### Primera forma de la ecuación de la hidrostática
{\displaystyle {\frac {p}{\rho }}+z.g=y_{1}}
La ecuación arriba es válida para todo fluido ideal y real, con tal que sea incompresible.
(Fluido ideal es aquel fluido cuya viscosidad es nula)

### Segunda forma de la ecuación de la hidrostática
{\displaystyle {\frac {p}{\rho .g}}+z=y_{2}}
La constante y2 se llama 'altura piezométrica'

### Tercera forma de la ecuación de la hidrostática
{\displaystyle \ p+\rho .g.z=y_{3}}
Donde:
- {\displaystyle \ \rho } = densidad del fluido
- {\displaystyle \ p} = presión....
- {\displaystyle \ g} = aceleración de la gravedad
- {\displaystyle \ z} = cota del punto considerado
- {\displaystyle \ y} = altura piezométrica